# 598 v.Chr.

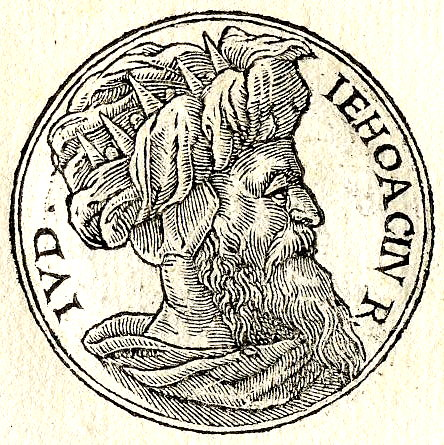
Jojachin van Juda (616 - 597 v.Chr.)

Het jaar 598 v.Chr. is een jaartal volgens de christelijke jaartelling.

## Gebeurtenissen

### Italië
- De Syracusiërs stichten de handelskolonie Kamarina op de zuidkust van Sicilië (waarschijnlijke datum).

### Palestina
- Koning Jojakim van het koninkrijk Juda komt tijdens het beleg van Jeruzalem om het leven. Hij wordt opgevolgd door zijn zoon Jojachin.

## Overleden
- Jojakim, koning van Juda